# Tehmina Sunny

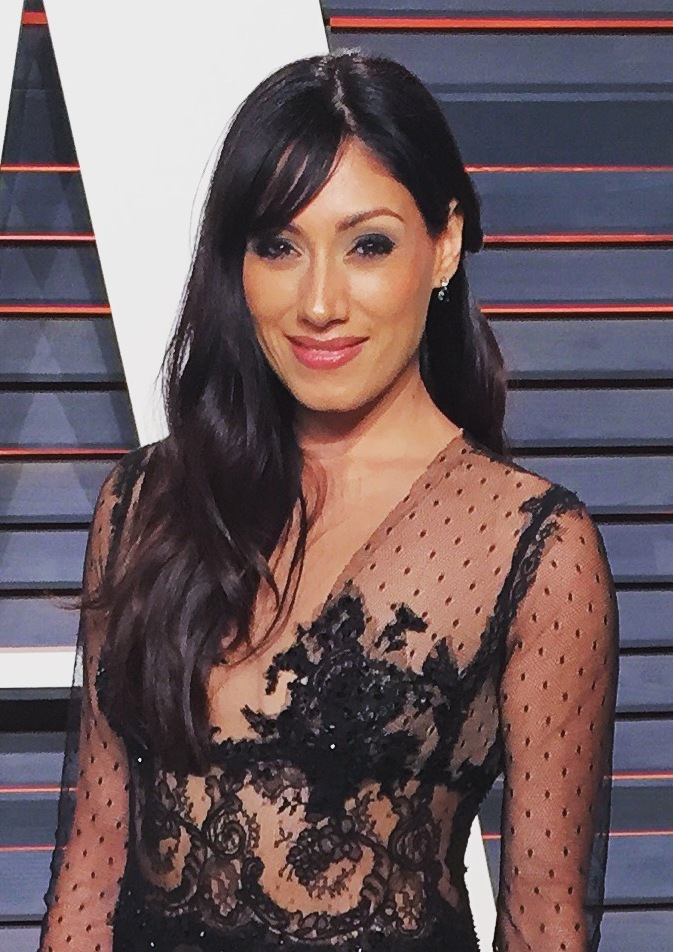
Tehmina Sunny

Tehmina Sunny (* 6. September 1980 in London, England) ist eine britische Schauspielerin.

## Leben
Tehmina Sunny wurde als Tochter indischer Einwanderer im Londoner Stadtteil Croydon geboren. Sie erhielt in ihrer Jugend eine musikalisch-künstlerische Ausbildung und studierte Informatik und Wirtschaft an der University of Leeds. Nach ihrem Schauspielstudium am Lee Strasberg Theatre and Film Institute debütierte sie im Jahr 2005 im Drama Love Struck. Bereits ein Jahr später spielte sie an der Seite von Clive Owen, Michael Caine und Julianne Moore im Science-Fiction-Film Children of Men mit. Seitdem spielte sie vereinzelt in Fernsehserien wie Californication, Heroes und Navy CIS mit.

## Filmografie (Auswahl)
- 2005: Love Struck
- 2006: Children of Men
- 2007: Casualty (Fernsehserie, zwei Folgen)
- 2008: Californication (Fernsehserie, eine Folge)
- 2008: Heroes (Fernsehserie, eine Folge)
- 2009: Eleventh Hour – Einsatz in letzter Sekunde (Eleventh Hour, Fernsehserie, eine Folge)
- 2009–2013: Navy CIS (NCIS, Fernsehserie, drei Folgen)
- 2011: Elevator – Der Feind in meinem Fahrstuhl (Elevator)
- 2011: Writer’s Block (Fernsehserie, drei Folgen)
- 2012: Bedingungslos geliebt (Amazing Love)
- 2015: The Vatican Tapes
- 2015: The Lovers
- 2015: Extant (Fernsehserie, zwei Folgen)
- 2017: Training Day (Fernsehserie, zwei Folgen)
- 2018: Running Out of Time (Fernsehfilm)
- 2019: Pandora (Fernsehserie, zehn Folgen)
- 2020–2021: Chicago Med (Fernsehserie, 15 Folgen)
- 2022: Partner Track (Fernsehserie, zwei Folgen)
- 2024: Law & Order (Fernsehserie)